# 寿县融媒体中心
寿县融媒体中心是中华人民共和国安徽省寿县的广播电视播出机构。该媒体是县政府直属的全额拨款事业单位，归口县委宣传部领导，亦为该县党委、县人民政府之喉舌。成立于2018年。